# Sundays
Sundays (afrikaans Sondagsrivier, eng. Sundays River) är en flod i  Östra Kapprovinsen i Sydafrika. Dess källor ligger i Sneeuberge, nära Nieu-Bethesda. Den passerar Graaff-Reinet och vidare genom Karoo med huvudriktning syd. Vid Jansenville vrider den mot sydost och passerar Kirkwood, Addo och Colchester innan den, 40 km nordväst om Port Elisabeth, når Algoabukten i Indiska Oceanen.

## Ekonomisk betydelse
Längs det nedre loppet, mellan Kirkwood och Addo, finns stora citrusodlingar.

## Etymologi
Flodens namn kommer av att Voortrekkern Andries Pretorius rastade vid floden den 8 december 1838.